# سیارک ۹۲۶۲
سیارک ۹۲۶۲ (به انگلیسی: 9262 Bordovitsyna، نامگذاری:1973RF) نه هزار و دویست و شصت و دومین سیارک کشف شده است که در ۶ سپتامبر ۱۹۷۳ کشف شد.
قدر مطلق سیارک برابر ۱۳٫۰۰ است.